# 아데페로 오두예

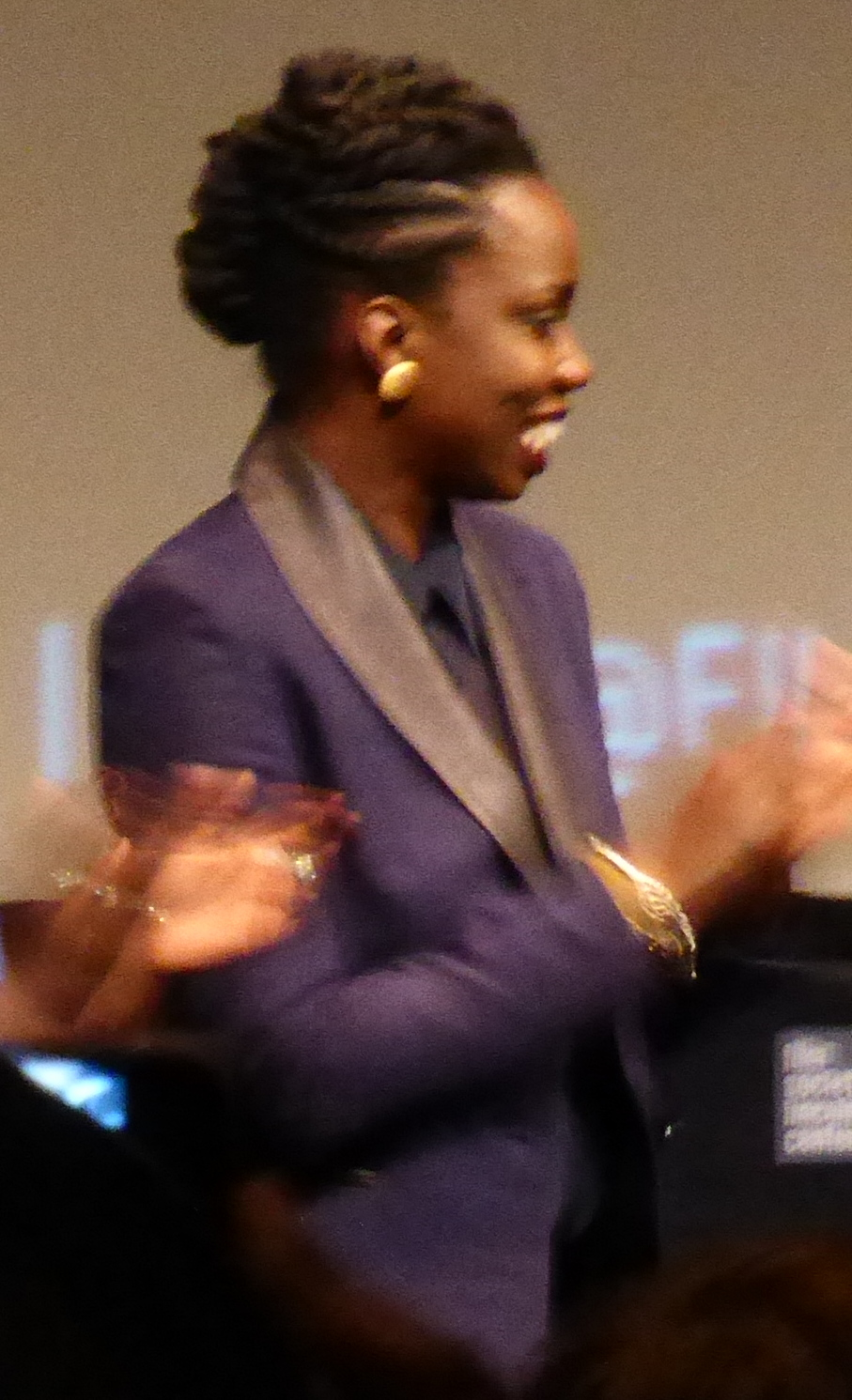

아데페로 오두예(Adepero Oduye, 1977년 ~ )는 미국의 배우이다.
브루클린에서 태어났다.

## 영화
- 갤버스턴 (2018년) - 로레인 역
- 투 비 프리 (2017년)
- 더 디너 (2017년) - 니나 역
- Emily & Tim (2015)
- 빅쇼트 (2015년) - 케이티 타오 역
- 노예 12년 (2013년) - 엘리자 역
- 파리아 (2011년) - 얼라이크 역
- 이프 아이 리프 (2009년)
- 파리아 (2007년)